# Латышев, Игорь Александрович
И́горь Алекса́ндрович Ла́тышев (1925, Смоленск — 2006, Москва) — советский и российский ученый-японист. Доктор исторических наук, профессор. Ведущий научный сотрудник Отдела комплексных проблем международных отношений Института востоковедения РАН.

## Биография
Родился в 1925 году в Смоленске. Отец — Александр Павлович Латышев (1880—1958), отставной офицер Императорской армии, родом из мещан Смоленской губернии, женат на Александре Петелиной (1890—1980). В 1930 году семья Латышевых продала дом на берегу Днепра в Смоленске и переехала в Москву. В 1949 году Игорь Александрович окончил японское отделение Дальневосточного факультета Московского института востоковедения. В июне 1952 года он защитил кандидатскую диссертацию «Установление военно-фашистского режима в Японии накануне войны на Тихом океане» и с 1952 года стал научным сотрудником Института востоковедения АН СССР.
С ноября 1957 по июнь 1962 года Латышев был собственным корреспондентом газеты «Правда» в Японии. После этого до ноября 1973 года был старшим научным сотрудником Института востоковедения АН СССР, а с 1966 по 1973 год — заведующим отделом Японии Института востоковедения АН СССР. Докторскую диссертацию «Правящая либерально-демократическая партия Японии и её политика» Латышев защитил в июле 1967 года. В ноябре 1973 года он вернулся к работе собственным корреспондентом «Правды» в Японии и проработал там до июня 1978 года.
С июня 1979 по ноябрь 1986 года Игорь Александрович возглавлял отдел Японии. В 1981 году ему Учёным советом Института востоковедения АН было присвоено звание профессора. С ноября 1986 по декабрь 1991 года — опять собственный корреспондент газеты «Правды» в Японии. После этого вплоть до своей смерти в 2006 году — ведущий научный сотрудник Отдела комплексных проблем международных отношений Института востоковедения РАН. С 1998 года — действительный член РАЕН.
За годы работы в Институте востоковедения трижды был членом делегации советских учёных на Международных конгрессах востоковедов в Дели (1963), в Канберре (1971) и в Париже (1973).
Принимал участие в конференциях и симпозиумах европейских японоведов (в Берлине в 1984 году, Париже в 1985 году и Копенгагене в 1986 году), в международных конференциях Университета ООН (в Токио в 1983 году и Мехико в 1984 году), а также в ряде советско-японских общественных форумов, посвящённых проблемам предотвращения угрозы ядерной войны и вопросам развития советско-японских отношений (1963—1986).
По линии научных обменов Института востоковедения АН с зарубежными научными учреждениями выезжал в длительные командировки в США (1972—1973, 1979), Англию (1967) и Японию (1969, 1982, 1997, 2000).
В газете «Правда» за 15 лет работы собственным корреспондентом в Японии опубликовал более 800 статей и заметок об общественной и политической жизни современной Японии. В фокусе внимания Латышева как журналиста находились вопросы японского рабочего и профсоюзного движения, деятельность левых политических сил и критика правящей элиты Японии. За время работы в Институте востоковедения в академических изданиях опубликовал около 50 научных статей и 13 монографий.
Являлся научным руководителем у ряда известных японоведов.
Похоронен на Введенском кладбище.

## Взгляды
И. А. Латышев с сожалением констатировал, что в последние 15—20 лет «перестроечного» времени[уточнить] все меньше стало появляться научных статей с обзорами предыдущей деятельности советских специалистов по Японии, которая получила широкий размах в 1950—1980-е годы. Ведь именно в советский период в стране было опубликовано несравнимо больше книг по Японии, чем в любой из стран Западной Европы, и, во всяком случае, не меньше, чем в США. Его огорчало практическое отсутствие в последние годы упоминаний о большом вкладе советских японоведов в развитие востоковедной науки, разумеется, если не считать публикаций некрологов. Он сильно переживал, что в условиях смены социально-политического и экономического строя в 1990-е годы российские японоведы стали всё реже собираться вместе на конференции и симпозиумы для обсуждения научных проблем. И. А. Латышев понимал, что разобщенность исследователей всегда ведёт к ослаблению их взаимных контактов, к потере профессиональной сплочённости, а такой тип общности необходим в любой отрасли знаний для обеспечения преемственности поколений. Тем более она важна для специалистов-востоковедов, на подготовку которых во всех странах уходит не один десяток лет.
Важной отличительной чертой работы Латышева как японоведа было то, что он никогда не рассматривал свою профессию как личное занятие, оторванное от практических задач развития страны. Он всегда увязывал изучение Японии с защитой национальных интересов как Советского Союза, так и России. В своих многочисленных книгах и статьях эти интересы учёный ставил превыше всего прочего. Он никогда слепо не повторял установок мидовских чиновников, если считал их ошибочными.
Латышев был непримиримым противником каких-либо территориальных уступок России в пользу Японии.
Именно Латышев впервые в историографии популяризовал гипотезу о японском милитаризме как местном варианте фашизма и попробовал дать этому взгляду научную базу, рассмотрев вопрос в своей кандидатской диссертации «Установление военно-фашистского режима в Японии накануне войны на Тихом океане (1940—1941 гг.)» и первой монографии «Внутренняя политика японского империализма накануне войны на Тихом океане», вышедшей в 1955 году. С этого момента данное мнение Латышева с его же аргументацией стали устоявшимися в советской историографии на довольно длительное время.
До последних дней придерживался национал-патриотических взглядов.

## Награды
В 1962 году за журналистскую работу в качестве собственного корреспондента газеты «Правда» в Японии И. А. Латышев был награждён Орденом Трудового Красного Знамени.

## Семья
Был дважды женат. Первая жена — Инесса Семёновна Москалёва. Брак продлился до 1983 года. Дети от первого брака — Михаил, род. 1954, погиб в 1988 году; Светлана, род 1964 г. Вторая жена — Надежда Николаевна Латышева (в девичестве Максимова), род. 1950 г. Ребёнок от второго брака — Александр Латышев, род. 1981 г.

## Научные труды

### Монографии
на русском языке
- Латышев И. А. Внутренняя политика японского империализма накануне войны на Тихом океане. — М.: Госполитиздат, 1955. — 231 с.
- Латышев И. А. Государственный строй Японии. — М.: Госюриздат, 1956. — 94 с.
- Латышев И. А. Конституционный вопрос в послевоенной Японии. — М.: Издательство восточной литературы, 1959. — 230 с.
- Латышев И. А. Япония в дни политических бурь (несколько страниц недавней истории). — М.: Госполитиздат, 1962. — 62 с.
- Латышев И. А. Правящая либерально-демократическая партия Японии и её политика. — М.: Издательство «Наука», 1967. — 338 с.
- Латышев И. А. Японская бюрократия. — М.: Издательство «Наука», 1968. — 111 с.
- Латышев И. А. Лицо и изнанка «экономического чуда» Японии. — М.: Издательство «Наука», 1970. — 64 с.
- Латышев И. А. Япония наших дней. — М.: Издательство «Наука», 1979. — 191 с.
- Латышев И. А. Семейная жизнь японцев. — М.: Издательство «Наука», 1985. — 287 с.
- Латышев И. А. Покушение на Курилы. — Южносахалинск: Изд. «Пресса», 1992. — 228 с.
- Латышев И. А. Кто и как продаёт Россию. Хроника российско-японских территориальных торгов (1991-1994 годы). — М.: Изд. «Палея», 1994. — 218 с.
- Латышев И. А. Как Япония похитила российское золото. — М.: Изд. Техинформпресс, 1996. — 96 с.
- Зиланов В. К., Кошкин А. А., Латышев И. А., Плотников А. Ю., Сенченко И. А. Русские Курилы: история и современность. Сборник документов по истории формирования русско-японской и советско-японской границы. — М., 1995. — 181 с. — ISBN 5-9265-0045-1.
- Латышев И. А. Япония, японцы и японоведы. (Как складывались и освещались в печати во второй половине XX века советско-японские и российско-японские отношения). — М.: Алгоритм, 2001. — 823 с. — ISBN 5-9265-0025-7.
- Латышев И. А. Россия и Япония: в тупике территориального спора. — М.: Алгоритм, 2004. — 304 с. — ISBN 5-9265-0130-Х, 9785926501305.

на японском языке
- Латышев И. А. Конституционный вопрос в Японии. (Нихон но Кэмпо Мондай). Токио. Изд. Токо Сеин, 1962, 274 стр.
- Латышев И. А. Правящая партия Японии — либерально-демократическая партия. (Нихон но Сихайто Сэйто — Дзию Минсюто). Советская критика либерально-демократической партии (Сорэнпо но Дзиминто Хихан), Токио, Изд. Сионоя Сэйдзи Кэйдзай Кэнкюкай, 1968, 205 стр.
- Латышев И. А. Пути движения русских золотых слитков. Сибирская экспедиция и банки (Росия Кинкай но Юкиката. Сибэрия Сюппэй то Гинко), Токио, Изд. Синдоку Сёся, 1997, 142 стр.

### Брошюры
на русском языке
- XXVI международный конгресс востоковедов. Доклады делегаций СССР. Латышев И. А.. Связи монополий с государственным и политическим аппаратом Японии. М., Издательство восточной литературы АН СССР, 1963. — 11 с.

на английском языке
- XXVI International Congress of Orientalists Papers Presented by the USSR Delegation, I.A. Latyshev. the Tie-up of Monopolies With the State and Political Machine in Japan. Moscow, 1963, 15 p.
- XXVIII International Congress of Orientalists (Canberra, January 6-12, 1971). Papers Presented by the USSR Delegation. I.A. Latyshev, Reactionary Nationalist Tendencies in the policy of the Ruling Circles of Japan. «Nauka» Publishing House, Central Department of Oriental Literature, Moscow, 1970, 18 p.
- XXVIII International Congress of Orientalists (Canberra, January 6-12, 1971), Papers Presented by the USSR Delegation. I.a. Latyshev. New Foreign Policy Concepts of the Japanese Ruling Circles, «Nauka» Publishing House, Central Department of Oriental Literature, Moscow, 1970.

### Научная редакция
- Антикоммунизм на службе японской реакции / Отв. ред. И. А. Латышев. — М.: «Наука», 1965. — 112 с.
- «Октябрь и Япония» (по материалам симпозиума) / Отв. ред. И. А. Латышев, В. А. Попов, П. И. Топеха. — М.: «Наука», 1968. — 87 с.
- Справочник «Современная Япония» / Отв. ред. И. А. Латышев. — М.: «Наука», 1972. — 853 с.
- Ежегодник «Япония. 1972» / Глав. ред. И. А. Латышев. — М.: «Наука», 1973. — 247 с.
- «Правящие круги Японии. Механизм господства.» Сборник статей / Отв. ред. И. А Лаиышев, В. А. Попов. — М.: «Наука», 1984. — 290 с.
- «Территориальные притязания Японии и позиция Советского Союза». приложение к научно-информационному бюллетеню «Восток и современность» № 2, (28). Для служебного пользования / Научный редактор И. А. Латышев. — М.: «Наука», 1983.
- Present-Day Japan. Economy, history, policy and culture / Consulting Editor I. A. Latyshev. — Moscow, 1983. — 213 с.
- Россия и Япония в исследованиях советских и японских ученых / тв. ред. И. А. Латышев. — М.: «Наука», 1986. — 106 с.
- СССР и Япония / Отв. ред. И. А. Латышев. — М.: «Наука», 1987. — 426 с.
- Япония: экономика, политика, история / Отв. ред. И. А. Латышев, Д. В. Петров. — М.: «Наука», 1989. — 195 с.
- „Дух Ямато“ в прошлом и настоящем / Отв. ред. И. А. Латышев. — М.: «Наука», 1989. — 210 с.